# Orestia
Orestia es un género de escarabajos de la familia Chrysomelidae. En 1836 Chevrolat describió el género. Esta es la lista de especies que lo componen:
- Orestia alpina Germar, 1824
- Orestia apennina Weise, 1886
- Orestia aubei Allard, 1859
- Orestia brandstetteri Kapp, 2007
- Orestia bulgarica Heikertinger, 1910
- Orestia calabra Heikertinger, 1909
- Orestia carnica Leonardi, 1974
- Orestia carniolica Weise, 1886
- Orestia carpathica Reitter, 1880
- Orestia coiffaiti Doguet, 1990
- Orestia electra Gredler, 1868
- Orestia heikertingeri Leonardi, 1974
- Orestia kraatzi Allard, 1861
- Orestia loebli Biondi, 1992
- Orestia pandellei Allard, 1863
- Orestia paveli Frivaldszky, 1877
- Orestia punctipennis Lucas, 1849
- Orestia schawalleri Medvedev, 2000
- Orestia sierrana Heyden, 1882